# Carl Burchard (Politiker)
Carl Burchard (* 18. Februar 1815 in Kieselkehmen, Ostpreußen; † 5. Juli 1903 in Königsberg i. Pr.) war ein deutscher Gutsbesitzer, Abgeordneter und Verwaltungsjurist in Preußen.

## Leben
Burchard studierte an der Albertus-Universität Königsberg Rechtswissenschaft. Im Wintersemester 1833/34 wurde er in der Corpslandsmannschaft Littuania aktiv. Er saß auf dem Familiengut Krauleidzen im Kreis Gumbinnen. Als Regierungsreferendar und Kreisdeputierter wurde er am 18. Januar 1841 zum Landrat im Kreis Gumbinnen bestellt. Nach 48 Jahren folgte ihm sein Sohn Franz Burchard am 1. Oktober 1889.
Burchard gehörte 1850 dem Volkshaus des Erfurter Unionsparlaments an. Er war Abgeordneter des 4. Wahlbezirks der Provinz Preußen (Gumbinnen, Insterburg, Stallupönen) und gehörte der Fraktion der Bahnhofspartei an. 1850–1852 und 1855–1858 saß er für den Wahlkreis Gumbinnen 4 in der Zweiten Kammer des Preußischen Landtags bzw. im Preußischen Abgeordnetenhaus an. Er vertrat von 1882 bis 1893 den Wahlkreis Gumbinnen 3 (Gumbinnen, Insterburg) im Preußischen Abgeordnetenhaus und gehörte zur Fraktion der Konservativen Partei.

## Ehrungen
- Charakterisierung als Geheimer Regierungsrat